# Platymantis vitiensis
Platymantis vitiensis és una espècie de granota que viu a Fiji.
Està amenaçada d'extinció per la pèrdua del seu hàbitat natural.